# Narodni park Virunga
Narodni park Virunga je narodni park v Albertovem tektonskem jarku v vzhodnem delu Demokratične republike Kongo. Ustvarjen je bil leta 1925. Nadmorska višina sega od 680 m v dolini reke Semliki do 5109 m v gorovju Ruvenzori. Od severa proti jugu se razteza približno 300 km, večinoma vzdolž mednarodnih meja z Ugando in Ruando na vzhodu. Pokriva površino 8090 km².
Dva aktivna vulkana, Nyiragongo in Nyamuragira, sta v parku. Bistveno so oblikovali raznolike habitate in divje živali v narodnem parku. Zabeleženih je bilo več kot 3000 živalskih in rastlinskih vrst, od katerih jih je več kot 300 endemičnih za Albertov tektonski jarek, vključno z vzhodno gorilo (Gorilla beringei) in zlato opico (Cercopithecus kandti). V parku je tudi otok Tchegera.
Leta 1979 je bil narodni park uvrščen na Unescov seznam svetovne dediščine zaradi svoje bogate raznolikosti habitatov, izjemne biotske raznovrstnosti in endemizma ter zaščite redkega habitata gorskih goril. Od leta 1994 je uvrščen na seznam ogrožene svetovne dediščine zaradi civilnih nemirov in povečane prisotnosti ljudi v regiji.
Uporniške skupine so v parku izvedle več smrtonosnih napadov in več čuvajev parka je bilo ubitih.

## Politika
Od leta 2000 obstajajo načrti za vrtanje nafte v porečju Konga. Da bi preprečili te načrte, je park dobil dodatno zaščito s sporazumom, sklenjenim med predsednikom DR Konga Felixom Tshisekedijem in Borisom Johnsonom na konferenci Združenih narodov o podnebnih spremembah leta 2021 v Glasgowu. Da bi izboljšala gospodarski položaj v državi, je vlada spodkopala to zaščito z dražbo blokov za raziskovanje nafte v parku do konca julija 2022. Tullow Oil Plc, TotalEnergies, ENI in China National Offshore Oil Corporation Ltd (CNOOC) so se zanimali za pridobitev dovoljenj za vrtanje. Lokalne in svetovne skupine, kot je Greenpeace, opozarjajo na družbene in ekološke posledice pustošenja gozdov za proizvodnjo nafte. Aktivistom, ki poskušajo ozaveščati javnost, grozijo in jih ustrahujejo na družbenih medijih.

## Zgodovina
V zgodnjih 1920-ih je več zagovornikov evropskega naravovarstvenega gibanja zagovarjalo idejo o ustanovitvi zavarovanega območja v severovzhodnem Belgijskem Kongu, med njimi Victor van Straelen, Jean Massart in Jean-Marie Derscheid. Ko je bil aprila 1925 ustanovljen Albertov narodni park kot prvi narodni park v Kongu, je bil zasnovan kot znanstveno usmerjen naravni rezervat z namenom preučevanja in ohranjanja divjih živali in tako imenovanih 'primitivnih' afriških pigmejcev lovcev in nabiralcev. Leta 1926 je Derscheid vodil prvo belgijsko misijo za kartografijo narodnega parka, ki je obsegal območje 500 km² okoli ugaslih vulkanov Mount Karisimbi in Mount Mikeno. Zavarovano območje je leta 1929 razširil narodni park Virunga, ki je obsegal gorovje Virunga, dele ozemlja Rutshuru in ravnice južno od Edvardovega jezera. Njegova začetna velikost 2920,98 km² se je v naslednjih letih postopoma povečevala. Staroselci so v tem procesu izgubili svoje tradicionalne zemljiške pravice in bili izseljeni iz zavarovanega območja. Med poznimi 1930-imi in 1955 je bilo po ocenah 85.000 ruandofonskih ljudi preseljenih v bližnji Masisi v Severnem Kivuju.
Leta 1934 je bil ustanovljen Institut des Parcs Nationaux du Congo Belge kot upravni organ za narodne parke v Belgijskem Kongu. Med zgodnjimi 1930-imi in letom 1961 so belgijski znanstveniki izvedli več odprav, drugo je vodil Gaston-François de Witte. Preučevali in zbirali so zoološke primerke divjih živali za Musée Royal d'Histoire Naturelle de Belgique; raziskovali so etnične skupine na tem območju, preučevali vulkansko aktivnost in fosile.
V poznih 1950-ih so Tutsiji, pastirji in njihovo govedo, vstopili v park in uničili naravni habitat do nadmorske višine 3000 m, kar naj bi ogrožalo parkovne gorile.
Zakoni o zemljiščih so bili reformirani v 1960-ih, potem ko je Belgijski Kongo postal neodvisen kot Republika Kongo in je bilo zemljišče razglašeno za državno last, kar je bilo v veliko škodo lokalnih prebivalcev. Nezakonit lov znotraj zavarovanih območij se je povečal. Leta 1969 sta bila oba parka združena pod imenom Narodni park Virunga, ki je bil leta 1979 vpisan za Unescov seznam svetovne dediščine.
Leta 1996 je bil narodni park uvrščen med ramsarsko območje mednarodnega pomena.
Leta 2011 je britansko podjetje Soco International dobilo koncesijo za črpanje surove nafte v okolici in na velikih delih narodnega parka. Vladni uradniki so podprli raziskovalne dejavnosti članov misije Soco International, medtem ko je vodstvo parka temu nasprotovalo. Med naraščajočimi napetostmi je bil aprila 2014 napaden glavni skrbnik parka Emmanuel de Mérode. Po mednarodnih protestih je podjetje prenehalo z raziskovanjem in se strinjalo, da ne bo začelo podobnih dejavnosti v bližini območij svetovne dediščine.
Avgusta 2015 je minister za turizem in kulturo odprl štiri ključne pobude, vključno s turistično destinacijo otok Tchegera in odsekom ceste Rugari–Bukima, ki omogoča dostop do sektorja gore Mikeno. Do leta 2016 so bili zgrajeni štirje jezovi hidroelektrarn, ki zagotavljajo elektriko malim podjetjem in koristijo več kot 200.000 prebivalcem podeželja.

### Oboroženi spopad
Od zgodnjih 1990-ih so zavarovano območje prizadeli politični pretresi na območju afriških Velikih jezer. Po genocidu v Ruandi je na tisoče beguncev zbežalo v regijo Kivu, vojaška prisotnost pa se je povečala. Prva in druga kongoška vojna sta dodatno destabilizirali regijo. Patrulje proti divjemu lovu v parku so bile ovirane, osebje parka in divje živali pa so bili ubiti. Okoli narodnega parka je leta 1994 živelo okoli 850.000 beguncev. Do 40.000 ljudi je dnevno vstopilo v park v iskanju drv in hrane ter izkrčilo ogromna območja. Leta 1994 je bil narodni park Virunga vpisan na seznam ogrožene svetovne dediščine.
Po koncu druge kongoške vojne so se spopadi med osebjem parka in uporniškimi skupinami nadaljevali; med letoma 1996 in 2003 je bilo ubitih 80 uslužbencev parka. V parku deluje več oboroženih uporniških skupin, vključno z Demokratičnimi silami za osvoboditev Ruande in Nacionalnim kongresom za obrambo ljudstva (FDLR). Slednji je nadzoroval sektor Mikeno v narodnem parku Virunga med decembrom 2006 in januarjem 2009.
Leta 2005 je Evropska komisija (EK) priporočila javno-zasebno partnerstvo med vlado države in britansko nevladno organizacijo African Conservation Fund. Slednja je odgovorna za upravljanje parka od leta 2010; približno 80 % stroškov upravljanja subvencionira EK. Prizadevanja za zaščito parka so bila v naslednjih letih militarizirana, da bi oborožene uporniške skupine in divje lovce odvrnili od delovanja v parku. Osebje parka je deležno paravojaškega usposabljanja in visokokakovostnega orožja ter deluje skupaj z vojsko in državnimi varnostnimi službami.
Te taktike, ki so jih kritizirali kot »militarizacijo ohranjanja«, so krivili za nadaljnje nasilje in odvzem lastnine, s katerima se soočajo lokalni staroselci. Skupnosti, kot je Mbuti, ki so se prej zanašale na zemljišča v parku za hrano in zavetje, so bile izgnane ali pa jim grozi aretacija ali umor oboroženih nadzornikov parka.
Vse večjo militarizacijo ohranjanja narave so obtožili, da spodbuja oboroženo mobilizacijo milic. Prebivalci narodnega parka, ne glede na to, ali so domačini ali begunci, se preživljajo s poljedelstvom, lovom, ribolovom, sečnjo in proizvodnjo oglja, kar je vse prepovedano. Lokalna skupnost se za varnost nima kam obrniti in se zanaša na zaščito oboroženih skupin, ki jim prepovedane dejavnosti zaračunavajo. Po poročilu Varnostnega sveta Združenih narodov iz leta 2010 je 80 % oglja, ki ga porabi mesto Goma, pridobljenega iz parka, kar predstavlja letno vrednost 28–30 milijonov USD. Tako službe državne varnosti kot tovrstne skupine se zaradi zaslužka poslužujejo tudi oboroženih ropov in ugrabitev.
Prizadevanja za ohranjanje narave so imela nasprotujoče si učinke, na primer, ko so bile kmetije v Kibiriziju uničene in so v park poslali vojake in stražarje, da patruljirajo, so se ljudje selili še dlje v notranjost parka na zemljišča pod nadzorom FDLR, kjer so lahko najeli majhne parcele. Spopadi so se zgodili leta 2015, ko je lokalna skupina Mai-Mai v Binzi (severni Bwisha) poskušala ponovno prevzeti nadzor nad regijo, s ciljem, da bi znova vzpostavila ribolovne dejavnosti in prebivalstvu omogočila vrnitev, pri čemer je ubila čuvaja parka in 11-15 vojakov.
Pet nadzornikov je bilo ubitih avgusta 2017 blizu Edvardovega jezera v napadu milice. Aprila 2018 je bilo ubitih pet nadzornikov in voznik. Od začetka oboroženega spopada so oborožene skupine do aprila 2018 ubile 175 čuvajev parkov. Maja 2018 je bil ubit čuvaj, medtem ko je branil dva turista, ki sta bila ugrabljena. Pozneje so ju nepoškodovano izpustili. Posledično je bil park zaprt za obiskovalce od junija 2018 do februarja 2019.
Aprila 2020 so miličniki, ki so napadli civilni konvoj, ubili vsaj 12 čuvajev parka. Tudi januarja 2021 so oboroženi moški v zasedi v nacionalnem parku ubili najmanj šest nadzornikov in ranili več drugih.
22. februarja 2021 so bili italijanski veleposlanik v DR Kongo, ki je potoval s Svetovnim programom za hrano približno 15 km severno od Gome, Luca Attanasio, italijanski vojaški policist Vittorio Iacovacci in kongovski voznik Moustapha Milambo ubiti v streljanju, ko so milico, ki je ugrabila njihov konvoj in jih pripeljala v park, pričakali čuvaji parka, ki so uspeli osvoboditi štiri ljudi.

## Geografija
Narodni park Virunga leži na območju razvodja rek Kongo - Nil. Njegov severni sektor obsega del porečja reke Semliki, pa tudi savane in gorske gozdove Albertovega tektonskega jarka.
Nadmorska višina tega sektorja sega od 680 m v dolini reke Puemba do najvišjega vrha Mount Stanley na 5109 m znotraj 30 km. Osrednji sektor narodnega parka obsega približno dve tretjini Edvardovega jezera do mednarodne meje z Ugando na vzhodu. Ozek koridor 3–5 km širok vzdolž zahodnega brega jezera povezuje severni in južni del narodnega parka. Južni sektor se razteza do obale jezera Kivu in zajema vulkane Nyamulagira, Nyiragongo in Mikeno z gorskimi gozdovi na njihovih pobočjih.
Severni del narodnega parka Virunga meji na ugandski narodni park Semuliki, narodni park gorovja Ruvenzori]], osrednji del pa z narodnim parkom kraljice Elizabete. Južni sektor meji na Ruandski narodni park vulkanov.

### Podnebje
Na podnebje v Albertovem tektonskem jarku vpliva gibanje medtropske konvergenčne cone in El Niño–južna oscilacija. Od marca do sredine maja in od septembra do novembra sta glavni deževni sezoni. Povprečna mesečna količina padavin v savani okoli jezera Edward je 30–40 mm; to je najbolj suh del pokrajine. Severni sektor prejme povprečno mesečno količino padavin do 220 mm, južni sektor pa do 160 mm. Povprečne temperature v nižjih nadmorskih višinah se gibljejo od 23–28 °C, v višjih nadmorskih višinah pa od 16–24 °C, le redko padejo pod 14 °C.

## Rastlinstvo
Rastlinstvo narodnega parka Virunga obsega 2077 rastlinskih vrst, vključno z 264 drevesnimi vrstami in 230 rastlinami, ki so endemične za Albertov tektonski jarek. Na ravninah narodnega parka Virunga prevladujejo mokrišča in travišča s papirjevcem (Cyperus papyrus), členkastim ploskim šašem (C. articulatus), navadnim trsjem (Phragmites mauritanica), travami Sporobolus consimilis, drevjem Aeschynomene elaphroxylon, slivo (Carissa spinarum), akacija Vachellia sieberiana in bršljanova buča (Coccinia grandis). Ostanke dvokaličnic, kot so afriški kapar (Capparis tomentosa), vrste Maerua, divje bučevke in razhudnikovke, so našli v gnojnih kroglicah afriških slonov (Loxodonta), ki igrajo pomembno vlogo pri širjenju semen na traviščih.
V gorskem gozdu med 1800 in 2800 m v južnem delu prevladujeta Ficalhoa laurifolia in Podocarpus milanjianus z do 25 m visokimi drevesi. Afriški alpski bambus (Yushania alpina) raste na nadmorski višini 2300–2600 m. Vegetacija nad 2600 m je subalpska, predvsem z Hagenia abyssinica, ki raste do 3000 m in je eno od ikoničnih dreves afromontanskih gozdov vzhodne Afrike, ki vedno visi nekje v meglenem ozadju katerega koli dokumentarca o gorskih gorilah. Drevesna vresa (Erica arborea), resje in mahovi pokrivajo vlažna pobočja do nadmorske višine 3700 m. Vrste Senecio in Lobelia rastejo na velikih jasah in dosegajo višino do 8 m.

## Živalstvo
Živalske vrste narodnega parka Virunga od leta 2012 vključujejo 196 sesalcev, 706 vrst ptic, 109 plazilcev in 65 dvoživk.

### Sesalci
Prvaki v narodnem parku so gorska gorila (Gorilla beringei beringei), navadni šimpanz (Pan troglodytes), zlata opica (Cercopithecus mitis kandti), rdečerepa opica (Cercopithecus ascanius), Dentova zamorska mačka (Cercopithecus denti), Diademska zamorska mačka (C. mitis), Hamlynova opica (Cercopithecus hamlyni), De Brazzova opica (Cercopithecus neglectus), srednjeafriški rdeči kolobus (Procolobus foai), navadna gvereza (Colobus guereza), savanski pavijan (Papio anubis) in sivolični mangabej (Lophocebus albigena).
Afriški savanski slon (Loxodonta africana), veliki povodni konj (Hippopotamus amphibius) in Kafrski bivol (Syncerus caffer) naseljujejo osrednji del narodnega parka. Okapi (Okapia johnstoni), modri duiker (Philantomba monticola), zalivski duiker (Cephalophus dorsalis), Weynsov duiker (Cephalophus weynsi), rumenohrbti duiker (Cephalophus silvicultor), vodni ševrotan (Hyemoschus aquaticus), čopičasta svinja (Potamochoerus porcus), podzemna svinjka (Orycteropus afer) in bongo (Tragelaphus eurycerus) so bili zabeleženi v severnem sektorju leta 2008. V južnem sektorju sta prisotna antilopa T. scriptus in orjaška gozdna svinja Hylochoerus meinertzhageni). Vsi topiji (Damaliscus lunatus jimela) se zbirajo južno od Edvardovega jezera v regiji Ishasha Flats in redno prečkajo mejo z Ugando. Drugi parkljarji, ki so prisotni, so ugandski kob (Kobus kob thomasi), elipsasta obvodna antilopa (K. ellipsiprymnus) in svinja bradavičarka (Phacochoerus africanus).
Narodni park Virunga skupaj s sosednjim narodnim parkom kraljice Elizabete tvori »enoto za ohranitev levov«. Območje velja za potencialno oporišče levov (Panthera leo), če se omeji divji lov in se vrste plena obnovijo. V severnem delu narodnega parka afriški leopard (P. pardus pardus), močvirski mungos (Atilax paludinosus), orjaški pasavec (Smutsia gigantea), drevesni pasavec (Phataginus tricuspis), afriški ježevec (Hystrix cristata), luskasta veverica Lorda Derbyja (Anomalurus derbianus), Boehmova veverica (Paraxerus boehmi), zahodni drevesni pečinar (Dendrohyrax dorsalis), Eminova podgana (Cricetomys emini) in karirasti sengi (Rhynchocyon cirnei) so bile zabeležene med raziskavami leta 2008.

### Plazilci
Reka Semliki je življenjski prostor za nilskega krokodila (Crocodylus niloticus). Več jih je bilo prvič opaženih na severni obali Edvardovega jezera leta 1988.

### Ptice
Od endemičnih ptic Albertovega tektonskega jarka: Ruvenzorijev turaco (Gallirex johnstoni), Ruvenzorijev batis (Batis diops), Archerjev talni robin (Dessonornis archeri), Chamaetylas poliophrys, Geokichla piaggiae tanganicae, Oreolais ruwenzorii, Apalis personata, Cryptospiza jacksoni, Cryptospiza shelleyi, Phylloscopus laetus, Melaniparus fasciiventer, Cyanomitra alinae, kraljevski sončnik (Cinnyris regius), Cinnyris stuhlmanni, Pternistis nobilis in tkalca Ploceus alienus so zabeležili v južnem delu narodnega parka Virunga med raziskavami leta 2004. Veliko je neendemičnih ptic.

## Etnične skupine
Etnične skupine, ki živijo v narodnem parku Virunga in okoli njega, so:
- Mbuti[20][15][45]
- Nande[46]
- Hunde
- Komo
- Hutujci
- Tutsiji
- Songora[47][48]

## Medijska pokritost
Dokumentarni film Virunga dokumentira delo nadzornikov narodnega parka Virunga in dejavnosti britanske naftne družbe Soco International v parku.
Ndakasi, gorila iz parka, je bila predstavljena v nekaj televizijskih serijah in filmih, vključno v  Netflixovem dokumentarnem filmu.